# 南非地理
南非位於非洲的南端，其海岸線長度超過2,500 km（1,553 mi）。自納米比亞的沙漠向南延伸，繞過非洲的南端，之後北上至莫桑比克。南非全國大部份地區都是半乾旱地區，但南非在氣候和地形上都變化多端。南非主要的平原都集中在沿海地區。海岸線較為平直，有數個天然良港。位於開普敦以南2000公里，大西洋上的愛德華王子群島也是南非領土。南非的人口主要集中在沿海地區。南非夏季氣候炎熱。